# Vulkan Concepción
Vulkan Concepción je eden od dveh vulkanov (skupaj z Maderasom), ki tvorita otok Ometepe v jezeru Nikaragva v Nikaragvi v Srednji Ameriki.
Concepción je aktivni stratovulkan, ki tvori severozahodni del otoka Isla de Ometepe. Visok je 1610 m in leži na 1 km debeli podlagi kvartarnih jezerskih blatnikov. Velja za »neokrnjen« vulkan, ker na njegovo rast ni vplival noben drug vulkan. Rast vulkana poteka v fazah, ki temeljijo na slabostih skorje, na kateri vulkan sloni. Ko raste zaradi dodatnega toka magme, vulkan raste v masi in izvaja pritisk na skorjo. To povzroča premike, ki posledično povzročijo večjo vulkansko rast. To vpliva na magmatsko komoro, ki zaradi magmatskega toka ponovno začne cikel z rastjo.
Od leta 1883 je Concepción izbruhnil vsaj 25-krat; njegov zadnji izbruh je bil 9. marca 2010. Za izbruhe Concepcióna so značilne pogoste zmerne eksplozije. Severno od kraterja na vrhu Concepcióna so aktivne fumarole.
Iskalci pustolovščin z vsega sveta potujejo na otok Ometepe, da bi se povzpeli na Volcán Concepción. V tropskem gozdu, ki obdaja s pepelom pokrit vrh vulkana, so številne poti.

## Naravni rezervat
Zavarovano območje vključuje pobočja vulkana Concepción, ki se začne nad 850 metri nadmorske višine. Znotraj zavarovanega območja je samo vulkanski pesek, zaradi opazne napake pri določitvi meja je bila opuščena plastnica 800 m kot spodnja meja. Gozdna območja, ki jih je treba ohraniti, se začnejo pri 500 metrih ali nižje, zato je potrebna nujna revizija tega stanja glede na to, da so nevarnosti zemeljskega plazu tega vulkanskega peska neizbežne.

## Okolje
Concepción, tako kot Momotombo, sta edina popolna stožca med nikaragovskimi vulkani, ki dopolnjujejo lepote jezer, ob vznožju katerih se dvigajo. Ta fotogenični stožec je obdan s cesto za vse vremenske razmere, ki omogoča občudovanje z vseh zornih kotov in s skoraj vseh krajev na otoku (če ni skrit za Maderami). Prisotnost drugih scenarijev v Ometepeju ponuja zanimive priložnosti za razvoj eko-rekreacije ter za geološke in arheološke raziskave na otoku.

## Geološke razmere
Vulkan je bil dolga leta miren, toda od leta 1883 je začel niz široko razporejenih izbruhov s projekcijami pepela in lave, od katerih je zadnji prišel s pobočja vulkana leta 1957.
Obstaja potencialna nevarnost izbruha vulkana in brizganja pepela v smeri proti zahodu ter izpusta lave, ki ogroža sosednja mesta. Resnična grožnja je erozija strmega južnega pobočja vulkana, kjer bi lahko potres ali deževna sezona povzročila plaz kamenja in blata v smeri mesta San José del Sur.
Tla okoli vulkana Concepción so med najbolj rodovitnimi, kar jih je mogoče najti v državi, zato so jih uporabljali za pridelke, kot so tobak, banane, sadno drevje in osnovna žita, zlasti tista iz peščene ilovice, ki so v občina Moyogalpa.

## Podnebje
Povprečna letna količina padavin je med 1300 mm³ v Moyogalpi in 1600 mm³ v Altagracii. Na vzhodnem pobočju vulkana se vlaga kondenzira in vegetacija se dvigne v višje višine. Pasati so še posebej močni v mesecu januarju in februarju.
Letna temperatura ob vznožju vulkana je približno 27 °C in se zniža za približno eno stopinjo na vsakih 150 metrov nadmorske višine.

## Rastlinstvo
Sam vrh je brez rastlinja zaradi plinov, ki nenehno izhajajo iz kraterja, ki z vlago, ki se kondenzira na vrhu, tvori kislo meglo, ki preprečuje razvoj vseh vrst rastlinja.
V srednjem delu vzhodnega pobočja tega vulkana, nad 1000 metri nadmorske višine, raste vrsta gunnera manicata (orjaška rabarbara), rastlina z ogromnimi listi, kjer je v simbiozi z modrozeleno algo, ki rastlini verjetno daje dušik.
Gunnera ali paragüita je gutifera južnoameriškega izvora, ki doseže največje severno območje na vzhodnem pobočju vulkana in tvori vrsto subtropskega vlažnega pritlikavega gozda.
V spodnjem delu toka lave, ki štrli proti jugovzhodu, blizu mesta Altagracia, so opazili drevesne vrste jiñocuajo (Bursera simaruba ), jagodičnic Arbutus unedo, fikus matapalo, pochote (Pachira quinata), jobove solze, lovor, melero, cortés, Senna spectabilis, cornizuelo, Solanum aviculare, Tecoma stans, fige, gumovec, Diphysa americana, talchocote, Guazuma ulmifolia, Solanum nigrum, Ficus insipida, guava, gorsko grozdje (Vitis rupestris), prava cedra, anona, Byrsonima crassifolia, Bixa orellana, limonska trava, hrast (macuelizo), clusia, Moquilea platypus.
Med zelnatimi vrstami so bile opažene: Canilla de Venado (Alibertia edulis), quesillo, helikonija in calathea, anillito, srčasta trta, Phyllanthus niruri, anisillo (mehiški pehtran), tri vrste Piperaceae, navadna voščenka in dve peromia, ena plazeča, dve vrsti begonij (B. plebejum in druga, katere zeleni listi so oblikovani kot angelska krila), flor azulita, tri vrste orhidej: epifitski cattasetum, terestrična habenaria in druga vrste, selaginella, itd. Na obalah lagune Charco Verde rastejo poponjoche (Pachira aquatica), helequeme cresta de gallo, anona de río in coyolito.

## Živalstvo
Favna vulkana ne doseže spodnje meje rezervata (850 metrov), ker je ta meja znotraj sušnega območja stožca. Vendar pa je v spodnjem delu vulkana živalstvo, ki pripada tropskemu suhemu gozdu, razen večine mesojedcev, za katere se zdi, da jih na otoku ni. (Bovallius je v prejšnjem stoletju odkril divjo mačko ali jagouarundija). To potrjuje relativno nov izvor, geološko gledano, otoka, katerega favno so zagotovo uvedli predkolumbovski staroselci za lastno korist, druga pa je prispela v plavajoči vegetaciji, ločeni od obal Chontalesa.
Obstajajo tudi opice vriskači in kapucinke, pekariji in jeleni. Na otoku Ometepe niso odkrili nobenih strupenih plazilcev, razen majhne korale, za katero se je izkazalo, da je podvrsta, povezana s Chontales Micrurus.
Med ptičjim svetom se bohoti čudovita podvrsta srake Calocitta formosa. Med selitveno sezono je v močvirjih ožine Istián opaziti veliko vodnih ptic. Okoli otoka se lovijo vse vrste sladkovodnih rib iz jezera Cocibolca. Na območju Charco Verde opazimo Aninga americana, Phalacrocorax brasilianus, bele in rjave čaplje.